# Pauline Coatanea
Pauline Coatanea, née le 6 juillet 1993 à Saint-Renan (Finistère), est une joueuse internationale française de handball, évoluant au poste d'ailière droite. En 2018, elle se révèle au grand public en cumulant en quelques mois le titre de meilleure ailière droite du championnat de France et le titre de championne d'Europe avec l'équipe de France. En 2021, elle remporte le titre olympique avec « les Bleues ».

## Carrière
Formée au Club de Locmaria HB, Pauline Coatanea fait ses gammes au Pôle Espoirs de Kerichen puis au centre de formation de l'Arvor 29. Elle joue ses premiers matchs en D1 (6 apparitions et 2 buts en D1 en deux saisons) mais est rapidement contrainte de s’exiler après la disparition du club brestois en 2012. Elle participe malgré tout au Championnat du monde junior 2012 d'où elle revient avec une médaille d'argent et la distinction de meilleure ailière droite de la compétition.
Elle rebondit alors au Nantes Loire Atlantique Handball, club avec lequel elle remporte le Championnat de France de D2 en 2013. Bien que convoitée par plusieurs clubs de D1, elle reste finalement à Nantes jusqu'en 2017.
En mars 2017, elle connaît sa première sélection en équipe de France face au Danemark, lors de la Golden League
Lors de la saison 2017-2018, elle retourne à Brest et s'engage avec le Brest Bretagne Handball au sein duquel elle dispute pour la première fois de sa carrière la ligue des champions, remporte son premier titre avec la coupe de France et est également élue meilleure ailière droite du championnat de France. En janvier 2019, le Brest Bretagne Handball annonce la prolongation de Pauline Coatanea pour un nouveau contrat de trois saisons.
Malgré une saison 2019/2020 brutalement stoppée par la pandémie de Covid-19, la progression du Brest Bretagne Handball n'est pas stoppée puisque le club réalise l'année suivante le doublé Championnat-Coupe de France et atteint en 2021 la finale de la Ligue des champions, une première pour un club français.
Pauline Coatanea fait partie de l'équipe de France sacrée championne olympique aux Jeux de 2020.
Le 6 janvier 2023, elle annonce être enceinte et sera absente plusieurs mois.
Le 3 juillet 2023, Pauline devient maman en donnant naissance à Jules. C'est la deuxième joueuse du Brest Bretagne Handball à devenir maman après Cléôpatre Darleux en 2019.

## Palmarès

### En sélection
Jeux olympiques
- Médaille d'or aux Jeux olympiques de 2020

Championnats d'Europe
- Médaille d'or au championnat d'Europe 2018
- Médaille d'argent au championnat d'Europe 2020

Autres
- Médaille d'argent au Championnat du monde junior 2012[8]
- 10e place au Championnat d'Europe des -19 ans 2011[9]

### En club
Sauf précision, le palmarès est acquis avec Brest
compétitions internationales
- finaliste de la Ligue des champions en 2021

compétitions nationales
- vainqueur du Championnat de France en 2021
  - finaliste en 2022
- vainqueur de la coupe de France en 2018 et 2021
  - finaliste en 2019
- finaliste de la coupe de la Ligue en 2011
- vainqueur du Championnat de France de D2 en 2013 (avec Nantes Loire Atlantique Handball)

### Récompenses individuelles
- Élue Meilleure ailière droite du championnat du monde junior 2012[10]
- Élue Meilleure ailière droite du championnat de France en 2018[6]

## Décorations
- Chevalier de la Légion d'honneur (2021)[11]